# Mario Busquets Jordá

Wappen von Bischof Mario Busquets

Mario Busquets Jordá (* 3. März 1935 in Vilobí d’Onyar, Comarca Selva, Provinz Girona, Katalonien) ist ein spanischer Geistlicher und emeritierter Prälat von Chuquibamba.

## Leben
Mario Busquets Jordá empfing am 19. März 1958 in Rom die Priesterweihe für das Bistum Girona. Als Fidei-Donum-Priester wurde er nach Peru entsandt und war dort unter anderem Pfarrer der Pfarrei San Vicente Mártir in San Vicente de Cañete in der Territorialprälatur Yauyos und Dozent am dortigen Priesterseminar.
Papst Johannes Paul II. ernannte ihn am 25. Januar 2001 zum Prälaten von Chuquibamba. Die Bischofsweihe spendete ihm der Erzbischof von Arequipa, Luis Sánchez-Moreno Lira, am 24. März desselben Jahres; Mitkonsekratoren waren Rino Passigato, Apostolischer Nuntius in Peru, und Juan Antonio Ugarte Pérez, Prälat von Yauyos.
Papst Franziskus nahm am 11. Mai 2015 seinen altersbedingten Rücktritt an.

## Wahlspruch
Der bischöfliche Wahlspruch von Mario Busquets Jordá lautete: Evangelizare Jesum Christum (lateinisch „Jesus Christus verkünden“).